# عبد الرحيم العراقي
الحافظ زين الدين أبو الفضل عبد الرحيم العراقي الشافعي شيخ الحديث، (1325م/725 هـ (مصر) - 1403م/806 هـ).

## مولد ونشأته
اسمه أبو الفضل زين الدين عبد الرحيم بن الحسين بن عبد الرحمن بن أبي بكر بن إبراهيم العراقي الكردي الرازناني الأصل، المِهراني المولد، المصري الشافعي. يقال له: العراقي نسبة إلى العراق لأن أصله كردي الأصل من بلدة من أعمال أربيل يقال لها: رازنان، ثم تحول والده لمصر وهو صغير، ونشأ هناك، وتزوج بامرأة صالحة عابدة ولدت له عبد الرحيم بمصر. ولد في الحادي والعشرين سنة خمس وعشرين وسبع مائة (1325م/725 هـ) بمنشيّة المِهراني على شاطيء النيل، من أبوين صالحين عابدين، وتوفي والده وهو في الثالثة من عمره. حفظ القرآن الكريم وهو ابن ثمان، وكتاب «التنبيه»، وأكثر «الحاوي» و«الإلمام»، وكان أول اشتغاله في علم القراءات، ونظر في الفقه وأصوله، وتقدم فيهما بحيث كان الإسنوي يثني على فهمه، ويستحسن كلامه ويصغي لمباحثه.
ثم أقبل على علم الحديث بإشارة من العز ابن جماعة، فأخذ عن علماء بلده، ثم سافر لطلب الحديث في بلاد الشام وغيرها. وكان كثير الحج والمجاورة بمكة المكرمة، واجتهد ونسخ وقرأ وسمع حتى صار حافظ الوقت كما قال عنه أقرانه. فكان عالماً بالنحو واللغة والغريب والقراءات والحديث والفقه وأصوله غير أنه غلب عليه فن الحديث فاشتهر به، وانفرد بالمعرفة فيه.

## شيوخه
وهم خلق كثير، منهم:
- المقرئ محمد بن أبي الحسن بن عبد الملك بن سمعون.
- الأصولي محمد بن اسحق بن محمد البلبيسي.
- الأصولي عبد الرحيم بن الحسن بن علي الإسنوي.
- الأصولي محمد بن أحمد بن عبد المؤمن المصري، المعروف بابن اللَّبَّان.
- المحدث عبد الرحيم بن عبد الله بن يوسف، المعروف بابن شاهد الجيش.
- المحدث محمد بن محمد بن إبراهيم الميدومي.
- المحدث محمد بن محمد بن محمد ابن سيّد الناس.
- المحدث محمد بن إسماعيل بن عبد العزيز.
- الأمير سنجر بن عبد الله الجاولي.
- الفقيه علي بن أحمد بن عبد المحسن ابن الرفعة.
- المحدث عبد الرحمن بن محمد بن عبد الهادي المقدسي.
- المحدث علي بن عبد الكافي السبكي.
- المحدث خليل بن كيكلدي العلائي.
- المحدث عبد الله بن أحمد بن محمد الطبري.
- المحدث يحيى بن عبد الله بن مروان الفارقي.
- المحدث أحمد بن عبد الرحمن بن محمد المرداوي.

## تلاميذه
وهم خلق كثير أيضا، منهم:
- ولده أبو زرعة أحمد بن عبد الرحيم العراقي.
- الحافظ أحمد بن علي بن حجر العسقلاني.
- الحافظ علي بن أبي بكر الهيثمي، صاحب مجمع الزوائد.
- الفقيه محمد بن موسى الدَّميري.
- المحدث إبراهيم بن حجاج الأبناسي.
- العلامة علي بن أحمد بن إسماعيل القلقشندي.
- العلامة أبو بكر بن حسين بن عمر المراغي.
- العلامة محمد بن ظهيرة الشافعي.
- المحدث إبراهيم بن محمد بن خليل المعروف بسبط ابن العجمي.

## صفته
كان معتدل القامة للطول أقرب، مليح الوجه، منوَّر الشيبة، كث اللحية، كثير السكون، طارحا للتكلف، شديد الحياء، غزير العلم، سخي النفس، خفيف الروح، لطيف الطبع. وكان لا يترك قيام الليل، وإذا صلى الصبح استمر في مجلسه مستقبلاً القبلة تالياً ذاكراً إلى أن تطلع الشمس.

## قال العلماء عنه
- قال الحافظ ابن حجر العسقلاني: صار المنظور إليه في هذا الفن من زمن الشيخ جمال الدين الإسنوي وهلم جرا، ولم نر في هذا الفن أتقن منه، وعليه تخرّج غالب أهل عصره.
- قال السخاوي: وصار المشار إليه بالديار المصرية وغيرها بالحفظ والإتقان والمعرفة مع الدين والصيانة والورع والعفاف والتواضع والمروءة والعبادة.
- قال العز بن جماعة: كل مَن يدعي الحديث بالديار المصرية سواه فهو مدَّع.
- قال المقريزي: إنه كان للدنيا به بهجة، ولمصر به مفخر، وللناس به أنس، ولهم منه فوائد جمة.

## كتبه
منها:

مخطوطة «نظم الدرر السنية في السير الزكية» بخط عبد الرحيم العراقي

- تقريب الأسانيد وترتيب المسانيد:[3] كتبه لابنه أبي زرعة، وأسانيد الكتاب من أصح الأسانيد.
- طرح التثريب في شرح التقريب: لم يتم شرحه، فأكمله ابنه أبو زرعة.
- تخريج أحاديث إحياء علوم الدين وسماه إخبار الأحياء بأخبار الإحياء، واختصره في: المغني عن حمل الأسفار في تخريج ما في الإحياء من الأخبار.
- نظم علوم الحديث لابن الصلاح وشرحها وعمل عليه نكتاً.
- كتاب في المراسيل.
- التبصرة والتذكرة وهي ألفية الحديث، لتحميل الكتاب.
- نكت منهاج البيضاوي في الأصول.
- التحرير في أصول الفقه.
- نظم الدرر السُنّية منظومة في السيرة النبوية (ألفية السيرة النبوية)، لتحميل الكتاب.
- الألفية في غريب القرآن.
- التقييد والإيضاح في مصطلح الحديث.
- شرح الترمذي.
- القرب في محبة العرب
- المغني عن حمل الأسفار في الأسفار بتخريج ما في الإحياء من الآثار

## وفاته
توفي في ثامن شعبان سنة ست وثمان مئة (806 هـ) وله إحدى وثمانون سنة.